# Bill Bailey
Mark Robert Bailey (født 13. januar 1965), kendt under sit kunstnernavn Bill Bailey, er en engelsk komiker, musiker og skuespiller. Bailey er kendt for sin rolle som Manny i den britiske sitcom Black Books og for sin deltagelse i Never Mind the Buzzcocks, Have I Got News for You og QI, samt sit standup-arbejde.
Bailey blev listet af The Observer som én af de 50 funniest acts i britiske komedie 2003. I 2007, og igen 2010, blev han stemt ind som den 7. bedste standupkomiker på Channel 4's 100 Greatest Stand-Ups.
Bailey spiller en række instrumenter, heriblandt klaver og guitar. Han har desuden absolut gehør.

## Turnéer
- Cosmic Jam (1995)
- Bewilderness (2001)
- Part Troll (2004)
- Steampunk (2006) (Edinburgh Festival)
- Tinselworm (2008)
- Bill Bailey Live (2008–09) (Theatre tour with some material from Tinselworm, but mostly new material)
- Remarkable Guide to the Orchestra (2009)
- Dandelion Mind (2010)
- Dandelion Mind – Gently Modified (2011)
- Qualmpeddler (2012–2013)[4]
- Limboland (2015–2016)
- Larks In Transit (2016) (Australien & New Zealand)
- Larks In Transit (2018) (UK)
- The Earl of Whimsy (2018) (Australien & New Zealand)

### DVD-udgivelser
| Titel                             | Udgivet          | Noter                                 |
| --------------------------------- | ---------------- | ------------------------------------- |
| Bewilderness                      | 12 November 2001 | Live i Swanseas Grand Theatre         |
| Part Troll                        | 22 November 2004 | Live i Londons HMV Hammersmith Apollo |
| Cosmic Jam                        | 7 November 2005  | Live i Londons Bloomsbury Theatre     |
| Tinselworm                        | 10 November 2008 | Live i Londons Wembley Arena          |
| Remarkable Guide to the Orchestra | 23 November 2009 | Live i Londons Royal Albert Hall      |
| Dandelion Mind                    | 22 November 2010 | Live i Dublins The O2                 |
| Qualmpeddler                      | 18 November 2013 | Live i Londons Eventim Apollo         |
| Limboland                         | 26 November 2018 | Live på Hammersmith Apollo            |

## Filmografi
- The James Whale Radio Show (TV series) (circa 1990) (Guest)
- Maid Marian and her Merry Men (1992). Cameo hofnar for kong John
- Blue Heaven (1994)
- Asylum (1996)
- Space Cadets (1997) (regelmæssig holdkaptajn)
- Is It Bill Bailey? (1998)
- Spaced (1999–2001)
- Have I Got News for You (gæst 1999, 2001, 2005; gæstevært 2007, 2008, 2009, 2011)
- Saving Grace (2000)
- Black Books (2000–2004)
- Jonathan Creek
  - "Satan's Chimney" (2001)
  - "The Tailor's Dummy" (2003)
- Wild West (2002–2004)
- Never Mind the Buzzcocks (gæst 1999; regelmæssig holdkaptajn 2002–2008)
- QI (2003–nu) (regelmæssig gæst)
- "15 Storeys High" – "The Holiday" (2004)
- The Hitchhiker's Guide to the Galaxy (2005) (stemme til Sperm Whale)[5]
- The Libertine (Small cameo role as advisor to Charles II of England).
- Wild Thing I Love You (2006) (vært)
- Top Gear (A Star in a Reasonably-Priced Car / Falsk Angelina Jolie)
- Hot Fuzz (2007)
- Run Fatboy Run (2007) (Cameo)
- Skins (2008)
- Love Soup (2008)
- We Are Most Amused (2008) (One-off special)
- Hustle (som 'Cyclops')
  - "Return of the Prodigal" (2009)
  - "Diamond Seeker" (2009)
  - "Picasso Finger Painting" (2012)
- Steve's World (2009)
- Burke and Hare (2010)
- Bill Bailey's Birdwatching Bonanza (2010)
- Nanny McPhee and the Big Bang (2010)
- Talkin' 'bout Your Generation (2010); 1 episode
- Jo Brand's Big Splash (2011); 1 episode
- Chalet Girl (2011)[6]
- Doctor Who – The Doctor, the Widow and the Wardrobe (2011)[7]
- It's Kevin (2013)
- The Secret Life of Evolution (2013)
- The Grand Tour (TV series) (2018); Celebrity Face Off, Series 2 Episode 5
- The Big Bad Fox and Other Tales... (2018)
- In the Long Run (2018)
- Strictly Come Dancing (2020)